# Montfermy
Montfermy é uma comuna francesa na região administrativa de Auvérnia-Ródano-Alpes, no departamento Puy-de-Dôme. Estende-se por uma área de 14,6 km². Em 2010 a comuna tinha 228 habitantes (densidade: 15,6 hab./km²).